# Acrossocheilus longipinnis
Acrossocheilus longipinnis är en fiskart som först beskrevs av Wu, 1939.  Acrossocheilus longipinnis ingår i släktet Acrossocheilus och familjen karpfiskar. Inga underarter finns listade i Catalogue of Life.